# Kriel
Kriel este un oraș din Africa de Sud.